# Relais 4 × 100 mètres féminin aux Jeux olympiques d'été de 1960 (athlétisme)
Navigation
Melbourne 1956 Tokyo 1964
L'épreuve du relais 4 × 100 mètres féminin aux Jeux olympiques de 1960 s'est déroulée les 7 et 8 septembre 1960 au Stade olympique de Rome, en Italie.  Elle est remportée par l'équipe des États-Unis (Martha Hudson, Lucinda Williams, Barbara Jones et Wilma Rudolph).

## Résultats

### Finale
| Rang               | Athlètes                                                            | Pays                       | Temps   | Notes |
| ------------------ | ------------------------------------------------------------------- | -------------------------- | ------- | ----- |
| Médaille d'or      | Martha Hudson Lucinda Williams Barbara Jones Wilma Rudolph          | États-Unis                 | 44 s 72 |       |
| Médaille d'argent  | Martha Langbein Anni Biechl Brunhilde Hendrix Jutta Heine           | Équipe unifiée d’Allemagne | 45 s 00 |       |
| Médaille de bronze | Teresa Ciepły Barbara Janiszewska Celina Jesionowska Halina Richter | Pologne                    | 45 s 19 |       |
| 4                  | Vera Krepkina Valentina Maslovskaya Mariya Itkina Irina Press       | Union soviétique           | 45 s 39 |       |
| 5                  | Letizia Bertoni Sandra Valenti Piera Tizzoni Giuseppina Leone       | Italie                     | 45 s 80 |       |
| -                  | Carole Quinton Dorothy Hyman Jenny Smart Mary Rand                  | Grande-Bretagne            |         | DNF   |